# Google Tudós
A Google Tudós (eredetileg Google Scholar) a Google tudományos keresője, amely különféle témájú és formájú tudományos publikációk között keres. 2004. november 18-án indult, mára szinte minden online elérhető referált folyóiratban keres. 2006. február 20-ától a magyar könyvtárakban is keres a MOKKA-n keresztül.
A Google Scholar keresőalgoritmusa hasonló a hagyományos Google keresőéhez, de nem a hiperlinkeket használja fel egy-egy publikáció fontosságának meghatározásához, hanem azt, hogy más cikkek milyen gyakran hivatkoznak rá. A keresések a publikációk teljes szövegében történnek, szűkíthetők szerző, év vagy megjelenési hely alapján, a találatoknál a kereső megjeleníti a cím és az esetleges online elérhetőség mellett azt is, hogy milyen más tudományos munkák hivatkoznak rá, és milyen könyvtárakban található meg. Utóbbihoz a WorldCat adatbázist, és egy saját, Library Links nevű szolgáltatást használ.
A tudóstársadalom részéről már több bírálat érte a Google Scholart, mert a neten eddig a tudományos szakirodalomnak csak kisebb része jelent meg, így a kereső számos, papíralapú hagyományos szakirodalmat értelemszerűen nem figyel.

## Lásd még
- Scopus (az Elsevier hasonló keresője)
- Web of Science (a Thomson ISI hasonló keresője)
- CiteSeer
- Scirus